# 山下智久
山下 智久（やました ともひさ、1985年〈昭和60年〉4月9日 - ）は、日本の男性歌手、俳優、タレント。愛称は「山P」。左利き。千葉県船橋市出身、明治大学商学部卒業。
2020年10月まではジャニーズ事務所に所属し、男性アイドルグループ・NEWS（2003年 - 2011年）、ソロとして活動。翌11月からは独立し、活動の場を日本のほか、海外にも広げている。

## 来歴

### ジュニア時代
1996年、11歳のとき、テレビドラマ『木曜の怪談』に出演する滝沢秀明に憧れ、母親に頼んでジャニーズ事務所に履歴書を送り、オーディションを受けて入所。はっきり「合格」とは言われず、週末のレッスンに呼ばれたり呼ばれなかったりの不安な日々がしばらく続き、もうダメなのかと思うこともあったという。初めてジャニーズJr.として番組に出演することになった日は、学校ではしゃぎすぎて骨折。医者から手術をすすめられたにもかかわらず、痛み止めを飲んでギプスをして収録に参加したが、そのおかげで「お前、根性あるな」と評価され、次の週からも続けてレッスンに呼ばれるようになった。
ジャニーズJr.として活動中はKinKi KidsやV6、タッキー＆翼のバックダンサーを務め、人気バラエティー番組『8時だJ』などに出演。1998年6月には同期の生田斗真と2人でB.I.G. East（同年9月には新たに5人が加わりB.I.G.へ改名）としても活動した。1999年、14歳の時には『っポイ！』で連続ドラマ初主演を果たし、その後も『池袋ウエストゲートパーク』や『ランチの女王』などデビュー前から多くの話題作に出演。2002年には生田斗真、長谷川純、風間俊介と4人でFour Topsというユニットを組み、レギュラー出演した『ザ少年倶楽部』では「Pちゃんのひとりごと」というコーナーも担当した。また、ジャニーズJr.の初代リーダー・滝沢に“後継者”として目をかけられ、2代目のリーダーにも就任、“ジャニーズJr.黄金期”から続く、Jr.人気を牽引した。

### グループ時代
2003年9月15日、NewSのメンバーに選ばれ、同年11月7日にシングル「NEWSニッポン」でCDデビュー。2011年に脱退するまでグループのリーダーを務め、センターとしても活躍した。
2004年2月13日に堀越高等学校を卒業し、同年4月、一般推薦にて明治大学商学部入学。
2005年11月、『野ブタ。をプロデュース』で共演した亀梨和也と期間限定ユニット・修二と彰を結成。主題歌「青春アミーゴ」を発売し、ミリオンセラーの大ヒットとなる。
2006年には『クロサギ』でプライムタイムの連続ドラマ単独初主演を務め、5月31日に主題歌「抱いてセニョリータ」でソロCDデビュー。80万枚以上を売り上げる大ヒットとなった。8月にはジャニーズ事務所初の国際ユニット・GYM（Kitty GYM）を期間限定で結成し、8月30日にシングル「フィーバーとフューチャー」を発売する。
2007年放送のドラマ『プロポーズ大作戦』で月9初主演。その後、『ブザー・ビート〜崖っぷちのヒーロー〜』、『コード・ブルー -ドクターヘリ緊急救命-2nd season』、『SUMMER NUDE (テレビドラマ)』、『コード・ブルー -ドクターヘリ緊急救命- 3rd season』と計5回、月9作品で主演を務めた。
2008年は、3月8日公開の『映画 クロサギ』で映画初出演かつ初主演。人気グループNEWSでの活動に加えて俳優としてもブレイクし、スケジュールは過密を極めたが、学業との両立をはかり9月19日に明治大学商学部を卒業した。
2009年11月21日から横浜アリーナで初のソロコンサート「SHORT BUT SWEET」を開催。
2011年は2月に主演映画『あしたのジョー』が公開。役作りのため3か月以上過酷なトレーニングを積み、8.5キロの減量、体脂肪率5％の鍛え上げた肉体を作り、本気のボクシングシーンを熱演した。1月から5月にかけては初の単独ワールドツアー「TOMOHISA YAMASHITA ASIA TOUR 2011 SUPER GOOD SUPER BAD」を開催。国内のほか香港、台湾、韓国、タイで公演を行いソロアーティストとしての活動を広げる。ソロ活動に
専念するため、10月7日、NEWSの脱退を発表した。

### ソロ活動時代
2011年11月には『山下智久・ルート66〜たった一人のアメリカ』でアメリカ横断一人旅を体験。当時26歳の山下にとって英語でのコミュニケーションや現地の人々との交流など様々な経験は、その後グローバルに活躍の場を広げる山下の原点となった。
2012年、レコード会社をワーナーミュージック・ジャパンに移し、移籍後第一弾のシングルとして『愛・テキサス』を発売。
同年9月には、ドラマ『MONSTERS』でW主演した香取慎吾と期間限定ユニット・The MONSTERSを結成。共同制作したシングル「MONSTERS」を発売し、香取と音楽的にも親交を深める。2013年のソロツアー「TOMOHISA YAMASHITA TOUR 2013 -A NUDE-」は香取が演出を手掛け、ショーとライブが一体となったエンターテインメント性あふれるステージを披露。香取の指導は以後の山下のコンサート演出に大きな影響を与える転機となった。
2013年からは『ジェネレーション天国』でバラエティー番組の司会にも初挑戦。独学で勉強を続けてきた英語力が仕事にも生かされ始め、2014年『大人のKISS英語』、2015年『山Pのkiss英語』の司会を務め、番組内では来日したアンジェリーナ・ジョリーに英語でインタビューをした。2015年のテレビドラマ『5→9〜私に恋したお坊さん〜』でも流暢な英語のセリフを披露している。
2015年は難役に挑戦した『アルジャーノンに花束を』で「第19回日刊スポーツ・ドラマグランプリ」主演男優賞、『5→9〜私に恋したお坊さん〜』で助演男優賞とダブル受賞。ドラマグランプリ史上初のダブル受賞となり、俳優として充実した年となった。大晦日にはジャニーズカウントダウン2015-2016にサプライズ出演。亀梨和也と青春アミーゴを歌唱し大歓声を受けた。
2016年は1月27日にソロとして初のベストアルバム「YAMA-P」をリリースし、ワーナーミュージックとの契約を終える。5月には上海とマレーシア・クアラルンプールで行われた中国映画『サイバーミッション』（日本公開は2019年1月）の撮影に参加し、海外作品に初出演。本格的なアジア進出を果たす。 6月からは約2年半ぶりとなるツアー「TOMOHISA YAMASHITA THE BEST LIVE TOUR 2016 FUTURE FANTASY」を行い、ジャニーズ事務所入所20周年、ソロデビュー10周年の記念ステージをファンと祝った。 
2017年は『ボク、運命の人です。』で亀梨和也と12年ぶりに再共演。スペシャルユニット・亀と山Pを結成し、5月17日にシングル「背中越しのチャンス」を発売。
2008年から主演を務めたドラマ『コード・ブルー -ドクターヘリ緊急救命-』は3rd seasonまで続く根強い人気を誇り、2018年7月27日には映画化もされた。また、この映画の興行収入は実写邦画歴代5位となる93億円の大ヒットを記録し、自身の代表作の1つとなった。
2018年7月5日、ソニー・ミュージックレーベルズ傘下のSME Recordsと新たに契約。9月15日には安室奈美恵の沖縄でのラストライブにサプライズ出演。コラボ曲「UNUSUAL」を披露し大歓声を受ける。震えるほどの緊張をしたという夢の初共演は、山下にとって学びも多く忘れられないステージとなった。 9月21日からは2年ぶりの全国ツアーを開催し、自身が作詞作曲の多くを手掛けたオリジナルアルバム「UNLEASHED」を11月に発売した。
2019年には国際連続ドラマ『THE HEAD』にメインキャストとして出演するため、スペインテネリフェ島、アイスランドに滞在。3か月におよぶ海外ロケには通訳やマネージャー無しで単身参加し、インターナショナルな環境で全編英語の役に挑戦。本格的に国際派俳優として活動を始める。
2020年はジャニーズ事務所による新型コロナウイルス感染拡大防止の支援活動「Smile Up! Project」、Twenty★Twentyに参加。7月15日には『THE HEAD』のエンディングテーマとして起用されたシングル「Nights Cold」をリリース。自身初となる楽曲の海外配信もスタートさせ、初のリリックビデオも7言語で公開した。海外ドラマデビューと同時に海外作品の楽曲タイアップを掴み、アーティストとしても世界デビューを果たす。さらに、7月25、26日にはベルギー発の音楽フェスティバル「Tomorrowland Around The World, the digital festival」“Inspiration Sessions”にグローバルに活躍するアーティスト・俳優としてリモート出演しメッセージを送った。8月17日、一部報道を受け一定期間芸能活動を自粛することを発表。その後、山下にハリウッド映画など複数の海外作品への出演オファーがあったことや、子どもの頃からの夢に向かい新たな一歩を踏み出したいという本人の希望により、事務所側と本人が話し合いを重ねた結果、10月31日付でジャニーズ事務所を退所した。

### 独立後
2020年11月にはカナダに滞在し、2022年全米公開のハリウッド映画『マン・フロム・トロント』の撮影に参加。 
2021年2月28日、オフィシャルファンクラブ「Club9」を開設、その後、海外在住者向けオフィシャルファンクラブ「Heart9」を開設し、独立後の活動が本格化した。
3月21日には、 高級宝飾品ブランドブルガリのアンバサダーに日本人男性として初めて就任、さらに5月17日、Diorのビューティーアンバサダーにも就任する。音楽活動も再始動し、9月5日にYouTubeチャンネルを開設、自身初のソロオンラインライブを開催。9月15日には、音楽配信サービスも解禁し、自身初の配信シングル「Beautiful World」リリースした。 
11月、自身初となる写真集「Circle」を発売し、鍛え上げられた肉体美を披露した。
また、8月から4か月間フランスに滞在し、日米仏共同制作ドラマ『神の雫/Drops of God』の撮影に参加した。
2022年2月16日、独立後初のシングル「Face To Face」をリリース。4月からはドラマ『正直不動産』にNHK初主演し、嘘がつけなくなった営業マンを好演。『正直不動産感謝祭』が放送されるほどの反響を呼んだ。また、日米共作ドラマ『TOKYO VICE』には、オーディションでつかんだホスト役で出演し、アメリカのドラマに出たいという長年の夢を叶えた。
2023年4月21日、『神の雫/Drops of God』がApple TV+で世界配信され、海外ドラマ初主演を果たす。7月公開の日韓共同製作映画『SEE HEAR LOVE～見えなくても聞こえなくても愛してる』では次第に目が見えなくなる漫画家の役を演じ、韓国・香港・台湾・タイをめぐるアジアプレミアツアーも行った。8月からは5年ぶりのライブツアーを開催、アルバム『Sweet Vision』の収録曲を中心に、主演ドラマの主題歌や懐かしい曲など披露し、3都市全7公演で6万人を動員した。
2024年は1月から『正直不動産2』に主演、続く4月からはフジテレビ系ドラマ『ブルーモーメント』で5年ぶりの民放ドラマ主演を務めた。また、timeleszの楽曲プロデュース、TOMORROW X TOGETHERのテヒョンとのコラボレーション、マカオ・上海での海外公演など音楽活動でも新たな挑戦をしている。11月、主演した『神の雫/Drops of God』が第52回国際エミー賞を受賞した（連続ドラマ部門）。

## 人物

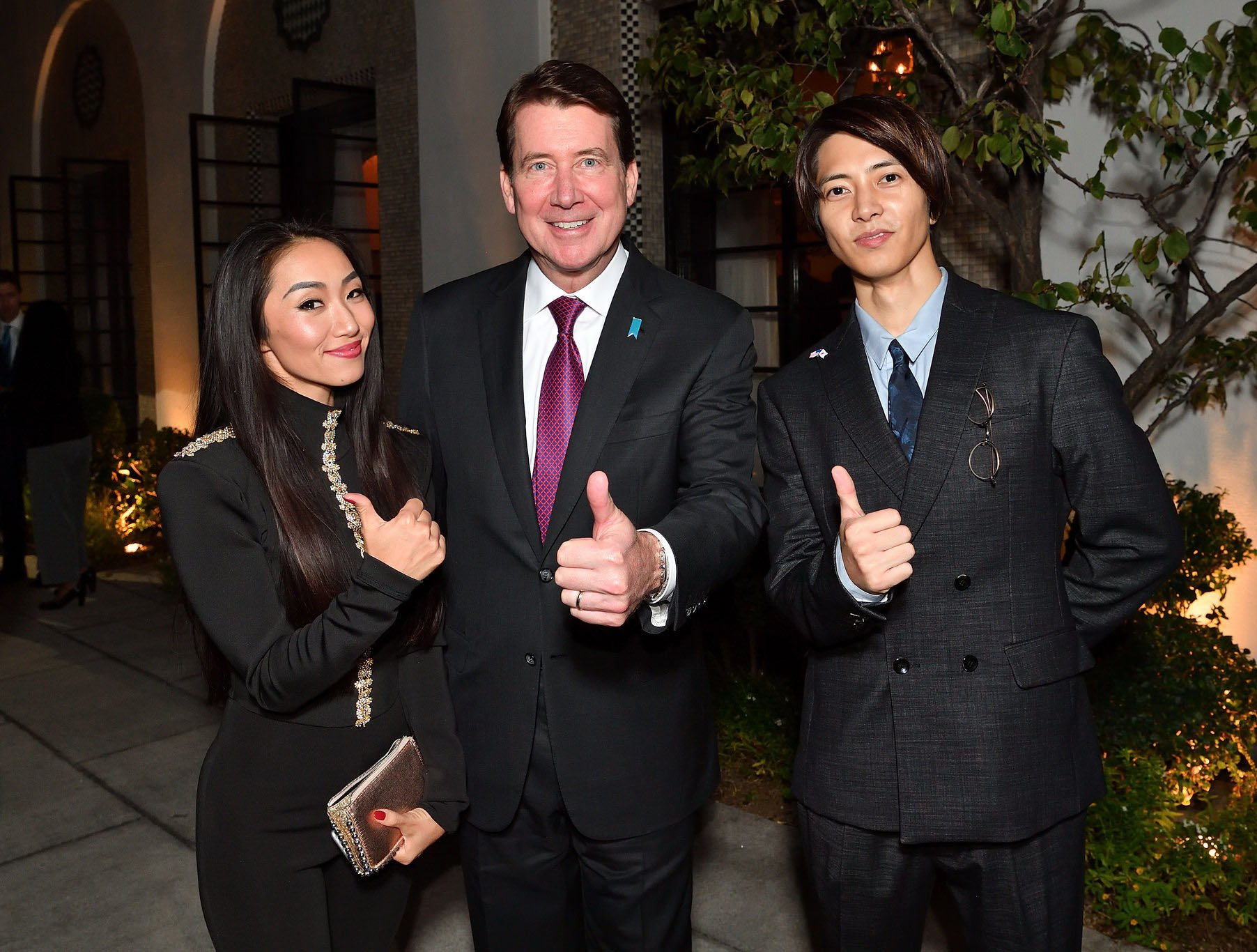
2018年、アメリカ大使館にてウィリアム・F・ハガティ、NAMI Jと

- 愛称の「山P[注 4]」は、滝沢秀明が命名したもの[12][106]。報道で使われたり、冠番組のタイトルにも使われている[107]。本人によると、新垣結衣と新木優子の2人だけは「山さん」呼び[108]。
- 小学6年生の夏休みの一か月間、ロサンゼルスに連れて行ってもらったことがきっかけで、海外の文化や音楽に憧れ、いつか英語が話せるようになりたいとの思いを持ち始めた[109][110]。『山下智久・ルート66〜たった一人のアメリカ』で1人でアメリカ横断を体験[56]、外国の仕事で現地の俳優やスタッフと交流することが増えていたこともあり[57]、大人になってから独学で勉強を開始[57]。テキストで学習するだけでなく、ネイティブの友人との会話や電子メールを全部英語にし、英語を使う場所を自分で作った[111]。プライベートでロサンゼルスのアクターズスクールで演技や発音のレッスンも受けた[112]。
- 祖母の姉がアメリカ人と結婚したため、その孫（山下にとってのはとこ）が来日した際など、幼少期から外国人と交流する機会があり、これも英語に関心をもったきっかけだと公表している。
- ウィル・スミス[113][114]、ウィルの息子であるジェイデン・スミス[115]、ハンギョン、ジェジュン[116]など海外の友人たちとの交流も広がっている。
- 2018年6月20日に中国で人気があるマイクロブログ「微博（）」に公式アカウントを開設。ジャニーズ事務所のタレントがSNSから発信するのは期間限定を除いて史上初[117]。日本以外にもアジア圏でメディアが報じて話題となった[118]。中国で人気のある日本人俳優ランキング1位になるなど、中国での人気も高い[119]。
- 2019年5月、海外で活動するための名刺代わりになればと開設したInstagram[120]は、当時世界第2位の速さの7時間半でフォロワーが100万人を突破[121]、その後、日本の男性芸能人でフォロワー数が1位となった[122]。いいねとコメントなど投稿の反響も高く、平均リアクション数と平均エンゲージメント率も100万を超えて1位になった[123]。
- クロサギでの共演がきっかけで俳優の山﨑努を尊敬。以来自宅に招かれるなど親交が深く、演技や人生観について影響を受ける[124]。『最高の人生の終り方～エンディングプランナー～』以来10年ぶりの共演を果たした『正直不動産』の初回放送日には、Twitterを同日に開設[125]、『正直不動産感謝祭』では山崎から手紙が送られ、師弟関係をさらに深めた[126]。2025年1月の山﨑の自伝『「俳優」の肩ごしに』の文庫化にあたっては「努さんのこと」と題する文を特別寄稿している[127]。
- 浅利陽介とは『コード・ブルー -ドクターヘリ緊急救命-』シリーズでの共演後、旅行に行ったり[128]、インスタグラムでコラボ動画を投稿したりする[129]など親交がある。後輩の山田涼介には「トモ」と呼ばせ、プライベートで遊びに行くなど、敬語を使わない親しい関係にある[130]。
- 2021年9月、「こども食堂」の運営サポートのためのプロジェクト「Good Morning September」に参画[131]。

## 出演
テレビドラマ、映画における太字は主演。

### テレビドラマ
- BOYS BE…Jr. 第8話「初めてのデートは…」（1998年11月22日、日本テレビ） - 瀬尾 役
- 少年たち （1998年12月5日・12日・19日、NHK） - 角田晋也 役
- 熱血恋愛道 第7話「蟹座のO型BOY」（1999年2月21日、日本テレビ） - 森下浩 役
- っポイ!（1999年5月9日 - 6月27日、日本テレビ） - 天野平 役
- 危険な関係 第10話・最終話 （1999年12月16日・23日、フジテレビ） - 宮部暁 役
- 怖い日曜日〜新章〜 第13話「ドッペルゲンガー」（1999年12月26日、日本テレビ） - 主演
- 池袋ウエストゲートパーク（2000年4月14日 - 6月23日、TBS） - 水野俊司（シュン） 役
- 史上最悪のデート 第1話「史上最悪の初デート!?」（2000年12月13日、日本テレビ） - 岡村勇気 役
- オールスター忠臣蔵まつり（2000年12月24日、NHK） - 浅野内匠頭 役
- カバチタレ!（2001年1月11日 - 3月22日、フジテレビ） - 田村優太 役
- 少年は鳥になった（2001年4月1日、TBS） - 長島健 役
- ロング・ラブレター〜漂流教室〜（2002年1月9日 - 3月20日、フジテレビ） - 大友唯 役
- ランチの女王（2002年7月1日 - 9月16日、フジテレビ） - 鍋島光四朗 役
- 演技者。第9話「狂い咲きヴァージンロード」（2003年4月8日 - 5月6日、フジテレビ） - ハジメ 役
- Stand Up!!（2003年7月4日 - 9月12日、TBS） - 岩﨑健悟 役
- ぶどうの木〜里親と子供たちの愛の物語〜（2003年11月7日、フジテレビ） - 新藤陽介 役
- それは、突然、嵐のように…（2004年1月14日 - 3月17日、TBS） - 深沢拓馬 役
- ドラゴン桜（TBS） - 矢島勇介 役[132]
  - 第1シリーズ（2005年7月8日 - 9月16日）
  - 第2シリーズ 最終話（2021年6月27日） - 声の出演[133]
- 野ブタ。をプロデュース（日本テレビ） - 草野彰 役（特別出演）[134]
  - 野ブタ。をプロデュース（2005年10月15日 - 12月17日）[135]
  - 野ブタ。をプロデュース 特別編（2020年4月11日 - 6月20日）[136][137][138][139]
- クロサギ（2006年4月14日 - 6月23日、TBS） - 黒崎 役
- 白虎隊（2007年1月6日・7日、テレビ朝日） - 酒井峰治 / 酒井新太郎（2役）
- プロポーズ大作戦（フジテレビ）- 岩瀬健 役（長澤まさみとW主演）[39]
  - プロポーズ大作戦（2007年4月16日 - 6月25日）
  - プロポーズ大作戦スペシャル（2008年3月25日）
- コード・ブルー -ドクターヘリ緊急救命-（フジテレビ） - 藍沢耕作 役 
  - 1st season（2008年7月3日 - 9月11日）
  - 新春スペシャル（2009年1月10日）[140]
  - 2nd season（2010年1月11日 - 3月22日）
  - 3rd season（2017年7月17日 - 9月18日） [141]
- ブザー・ビート〜崖っぷちのヒーロー〜（2009年7月13日 - 9月21日、フジテレビ） - 上矢直輝 役
- 最高の人生の終り方〜エンディングプランナー〜（2012年1月12日 - 3月15日、TBS） - 井原真人 役
- ほんとにあった怖い話 夏の特別編2012「赤い爪」（2012年8月18日、フジテレビ） - 石田彰芳 役
- MONSTERS（2012年10月21日 - 12月9日、TBS） - 西園寺公輔 役（香取慎吾とW主演）[142]
- SUMMER NUDE（2013年7月8日 - 9月16日、フジテレビ） - 三厨朝日 役
- 金田一耕助VS明智小五郎 （フジテレビ） - 金田一耕助 役
  - 金田一耕助VS明智小五郎（2013年9月23日）
  - 金田一耕助VS明智小五郎ふたたび（2014年9月29日）
- 独身貴族 第7話・最終話 （2013年11月21日・12月19日、フジテレビ） - 本人 役[143]
- 近キョリ恋愛〜Season Zero〜 （2014年7月19日 - 10月11日、日本テレビ） - 櫻井ハルカ 役（特別出演）
- ザ！世界仰天ニュース スペシャルドラマ（日本テレビ）- 成海朔 役
  - なぜ少女は記憶を失わなければならなかったのか?〜心の科学者・成海朔の挑戦〜（2014年10月1日）
  - なぜ家族は消されたのか?心を操る恐怖のサイコパス〜成海朔の挑戦II〜（2015年7月1日）
- アルジャーノンに花束を（2015年4月10日 - 6月12日、TBS） - 白鳥咲人 役
- 5→9〜私に恋したお坊さん〜（2015年10月12日 - 12月14日、フジテレビ） - 星川高嶺 役[144]
- ボク、運命の人です。（2017年4月15日 - 6月17日、日本テレビ） - 謎の男（正木一郎） 役[145]
- インハンド（2019年4月12日 - 6月21日、TBS） - 紐倉哲 役[146]
- 正直不動産（NHK）- 永瀬財地 役
  - 正直不動産（2022年4月5日 - 6月7日）[147][148]
  - 正直不動産感謝祭（2022年6月14日、NHK総合・NHK BSプレミアム4K）[149]
  - 正直不動産スペシャル（2024年1月3日、NHK総合・NHK BSプレミアム4K）[150][151]
  - 正直不動産2（2024年1月9日 - 3月12日、NHK総合・NHK BSプレミアム4K）[151]
- TOKYO VICE（HBO Max・WOWOW） - アキラ 役
  - TOKYO VICE（2022年4月14日 - 6月12日）[152][153]
  - TOKYO VICE Season2（2024年4月6日 - 6月8日）[154]
- ブルーモーメント（2024年4月24日 - 6月26日、フジテレビ） - 晴原柑九朗 役[155]

### 映画
- 心霊 （1996年8月16日公開／三宅雅之監督、イメージファクトリー・アイエム）
- 映画 クロサギ（2008年3月8日公開／石井康晴監督、東宝） - 黒崎高志郎 役
- あしたのジョー（2011年2月11日公開／曽利文彦監督、東宝） - 矢吹丈 役[156]
- 近キョリ恋愛（2014年10月11日公開／熊澤尚人監督、東宝映像事業部） - 櫻井ハルカ 役
- テラフォーマーズ （2016年4月29日公開／三池崇史監督、ワーナー・ブラザース映画） - 武藤仁 役[157]
- コード・ブルー -ドクターヘリ緊急救命-（2018年7月27日公開／西浦正記監督、東宝） - 藍沢耕作 役[158]
- サイバー・ミッション（中国語版）（2019年1月25日日本劇場公開／リー・ハイロン監督、プレシディオ） - モリタケシ 役[159]
- マン・フロム・トロント（2022年6月24日配信開始／パトリック・ヒューズ監督、Netflix）[160][161][162]
- SEE HEAR LOVE 〜見えなくても聞こえなくても愛してる〜（2023年6月9日配信開始／2023年7月7日ディレクターズカット版日本劇場公開／イ・ジェハン監督／Amazon Prime Video） - 泉本真治 役[163][164]
- 映画 正直不動産（2026年公開予定／川村泰祐監督／ソニー・ピクチャーズ エンタテインメント） - 永瀬財地 役[165]

### 配信ドラマ
- THE HEAD（日欧共同製作ドラマ） - アキ・コバヤシ 役[166]
  - season1字幕版（2020年6月12日世界公開、同日Hulu配信開始[167]）
  - season1日本語吹替版（2021年7月21日Hulu配信開始[168]）
  - season2（2023年6月17日Hulu配信開始[169]）
- 今際の国のアリス シーズン2（2022年12月22日配信開始）、Netflix） - キューマ 役[170][171]
- 神の雫/Drops of God （2023年4月21日Apple TV＋世界配信開始、2023年9月15日Hulu配信開始、米仏日共同制作ドラマ）- 遠峰一青 役[98][172][173][174]

### バラエティ
- 愛LOVEジュニア（1996年 - 1998年9月、テレビ東京）
- ミュージック・ジャンプ（1997年4月 - 2000年3月、BS2）
- SHOW-NEN J（1998年4月 - 10月、朝日放送）
- Gyu!と抱きしめたい!（1998年4月 - 9月、日本テレビ）
- 8時だJ（1998年4月 - 1999年9月、テレビ朝日）
- やったるJ（1999年10月 - 2000年3月、テレビ朝日）
- ザ少年倶楽部（2000年 - 、BS2・BS hi）※不定期出演
- ガキバラ帝国2000!（2000年4月 - 12月、TBS）
- ガキバラ!（2001年1月15日 - 3月10日、TBS）
- USO!?ジャパン（2001年4月 - 03年9月、TBS）
- あしたのJ（2001年7月 - 9月、日本テレビ）
- ジェネレーション天国（2013年1月 -2014年3月、フジテレビ） - MC[175]
- 大人のKISS英語（2014年4月20日 -2015年3月22日、フジテレビ）
- 山Pのkiss英語（2015年7月10日 - 2015年12月25日、フジテレビ）[107]
- 山下智久の超人限界（2024年6月15日、TBS） - 小手伸也とMC[176]

### 情報・ドキュメンタリー
- ワールドカップバレー2003 全日本バレー密着240日（2003年10月25日、フジテレビ） - ナレーション[177]
- 情熱大陸 （2008年3月2日、毎日放送）
- 闘うナースSP "コード・ブルー"が見た奇跡の物語（2010年3月21日、フジテレビ）
- 山下智久・ルート66〜たった一人のアメリカ（2012年1月2日 - 3月26日、日本テレビ）
- 安室奈美恵「Documentary of Namie Amuro “Finally”#13」（2018年9月29日 - 2週間限定配信、Hulu）[178]
- 亀と山Pとクリームシチュー（2017年5月18日、日本テレビ）[179]
- アナザースカイ （2018年11月23日、日本テレビ）
- 山下智久LA音楽紀行(2019年12月7日、 WOWOWライブ）[180]
- 生中継直前！第62回グラミー賞のみどころ(2020年1月25日、WOWOW）[181]
- All over the World～山下智久と世界で出逢う～(2020年6月14日、日本テレビ)[182]
- 山下智久タクシー移動に密着するショートドキュメンタリー目的地（2021年10月25日 - 10月31日、モビリティメディア「GROWTH」）[183]
- 挑戦者・山下智久（2023年8月30日 -、Hulu）[184]

### テレビアニメ
- トリコ（2012年6月24日、本人役、フジテレビ）

### CM・広告
- 日本文具振興「文具券」（1998年）[185]
- ミサワホーム（1999年）
- 角川書店『週刊ザテレビジョン』（2001年）
- 江崎グリコ「kiss mint」（2002年）
- 日本コカ・コーラ「コカ・コーラ」（2003年）
- P&G「プリングルズ」（2003年）
- 森永乳業「MOW」（2003年4月 - 2008年3月）
- TBCグループ「エステティックサロンTBC」（2004年 - 2007年）[186][187]
- キッコーマン「ラクベジ」（2007年3月 - 2009年3月）
- 森永製菓「ウイダーinゼリー」（2007年4月 - 2011年3月）[188]
- 東芝 東芝ノートPC イメージキャラクター（2007年4月[189] - ）
  - 「dynabook UX」「dynabook TX」（2009年4月 - ）[190]
  - 「dynabook MX」（2009年10月 - ）[191]
  - 「東芝dynabook R731/38D」（2011年9月 - ）[192]
- クリムゾン「RUSS-K」（2007年 - 2010年7月）
- ローソン「企業広告」（2008年 - 2010年3月）
- コーセー「HAPPY BATH DAY」（2008年 - 2010年3月）
- キリンビバレッジ「生茶」「生茶 朝のうるおうブレンド茶」（2010年4月 - ）[193]
- トヨタ自動車「企業『ドラえもん』シリーズ」（2011年11月 - ） - 骨川スネ夫（30歳）役
- プーマ ジャパン「PUMA SOCIALキャンペーン」（2012年3月[194] - 6月、2013年8月 - ）
- アサヒビール「アサヒ ダイレクトショット」（2012年5月 - ）[195]
- ロート製薬 肌研〈ハダラボ〉シリーズ（2013年3月 - ）
  - 「3D形状復元ゲル」（2013年9月 - ）[196]
- 江崎グリコ「プリッツ」（2014年3月 - ）[197]
- ネイチャーラボ「ラ・ボンルランジェ、フレンチマカロンの香り」（2014年9月 - 2014年10月）- 映画『近キョリ恋愛』とコラボレーション
- DMM.com
  - 「DMM.mobile」（2015年5月 - ）
  - 「チームラボ プラネッツ TOKYO DMM.com」（2018年7月 - ）[198]
- 保険見直し本舗（2015年11月 - ）[199]
- エターナルラビリンス（2016年4月 - ）[200]
- LIXIL
  - 「トイレ」（2016年8月 - ）[201]
  - 「キッチン」（2017年4月 - ）[202]
  - 「バスルーム」（2017年6月 - ）[203]
  - 「窓」（2018年7月 - ）[204]
- LINE「LINEポコパンタウン」（2018年4月 - ）[205]
- アサヒ飲料
  - 「L92乳酸菌」（2019年1月 - ）[206]
  - 「メンテナンスウォーター」（2019年6月 - ）[207]
- モンクレール「モンクレール ジーニアス」
  - イメージキャラクター（2019年）[208]
  - 藤原ヒロシ「7 MONCLER FRAGMENT HIROSHI　FUJIWARA 」ショートフィルム出演（2019年[209]、2020年[210]、2021年[211])
- オニツカタイガー
  - 「ONITSUKA TIGER×TOMOHISA YAMASHITA 70th ANNIVERSARY コラボレーションシューズ」をデザイン（2019年)[212]
- ブルガリ ブランドアンバサダー（2021年3月 - ）[213][214]
- JINS&SUN（2021年4月 - ）[215]
- ディオール ビューティー ジャパンアンバサダー（2021年5月 - ）[88][216][217]
- 肌ナチュール「炭酸ヘッドスパシャンプー」（2021年8月 - ）[218][219]
- デジタルガレージ（2021年9月 - ）[220]
- 花キューピット（2022年3月 - ）[221]
- グッドコムアセット（2023年1月 - ）[222]
- NTTドコモ「クリニクス」（2023年2月 - ）[223]
- モエ･エ･シャンドン　フレンズ オブ ザ ハウス就任（2023年8月 - )[224]
- 日本マクドナルド「マックカフェ」（2024年5月 - ）[225]
- Aiロボティクス「Straine（ストレイン）」（2025年6月 - ）[226]

### ラジオ番組
- 山下智久 Cross Space（2012年4月6日 - 2015年3月27日、TOKYO FM）[227]
- 山下智久Special〜27歳の空旅〜 （2012年8月、ANAオーディオプログラム）
- Sound Tripper!（2015年5月4日 - 2018年3月30日、InterFM897・Radio NEO）[228]
- ファミラジ（2015年6月30日 - 2015年10月5日、ファミリーマート店内放送DJ）

### コンサート
- ジャニーズJr. 〈東・阪・名〉3大ドームCONCERT（2000年9月3日 - 10月15日、東京ドーム・大阪ドーム・名古屋ドーム）[229]
- ジャニーズカウントダウン（12月31日-翌年1月1日、東京ドーム）
  - ジャニーズカウントダウン2012-2013[230]
  - ジャニーズカウントダウン2013-2014[231]
  - ジャニーズカウントダウン2015-2016[60]
  - ジャニーズカウントダウン2016-2017[232]
  - ジャニーズカウントダウン2017-2018[233]
  - ジャニーズカウントダウン2018-2019[234]
  - ジャニーズカウントダウン2019-2020[235]
- 年末ヤング東西歌合戦！東西Jr.選抜大集合2010!!（2010年11月27日、NHKホール）[236]
- タッキー&翼 デビュー10周年記念ライブ(2012年9月9日、東京ドーム）[237]
- SMAP GIFT of SMAP CONCERT'2012（2012年10月14日、味の素スタジアム）- 香取慎吾とのユニットThe MONSTERSでの初パフォーマンス
- 安室奈美恵 WE ♥ NAMIE HANABI SHOW 前夜祭（2018年9月15日、沖縄県宜野湾海浜公園 ）- サプライズゲストとして出演[238]
- 亀梨和也 KAT-TUN KAZUYA KAMENASHI CONCERT TOUR 2017 The―〜Follow me〜(2017年10月30日、江戸川区総合文化センター）- ゲスト出演[239]
- MTV VMAJ 2023 -THE LIVE-（2023年11月23日、Kアリーナ横浜）[240]
- 亀梨和也 Inside 23 experiment No.0／No.B（2024年2月23日、Billboard Live TOKYO）- ゲスト出演[241]
- チャウヌ 2024 Just One 10 Minute Mystery Elevator（2024年3月31日、埼玉ベルーナドーム）- ゲスト出演[242]

### イベント
- GirlsAward
  - GirlsAward 2013 AUTUMN/WINTER（2013年9月28日、国立代々木競技場第一体育館）[243]
  - GirlsAward 2018 AUTUMN/WINTER（2018年9月16日、幕張メッセ）[244]
- 東京ガールズコレクション
  - 第19回 東京ガールズコレクション 2014 AUTUMN/WINTER（2014年9月6日、さいたまスーパーアリーナ）[245]
  - 第26回 東京ガールズコレクション 2018 SPRING/SUMMER（2018年3月31日、横浜アリーナ）[246]
  - 第28回 東京ガールズコレクション 2019 SPRING/SUMMER（2019年3月30日、横浜アリーナ）[247]
- 第21回上海国際映画祭（2018年6月20日、中国　上海）[248]
- グラミー賞授賞式(WOWOW）
  - 第61回グラミー賞授賞式（2019年2月11日） - スペシャルゲスト[249]
  - 第62回グラミー賞授賞式（2020年1月27日） - スペシャルゲスト[250]
- DeNA-巨人戦始球式（2019年4月7日、横浜スタジアム)[251]
- 明治大学卒業式（2019年4月12日TBS系ぴったんこカンカンで放送）- スピーチ[252]
- 「THE HEAD」国際取材会（現地時間2019年9月13日、スペイン テネリフェ島）[253]
- 「国際映像コンテンツ見本市 MIPCOM The World's Entertainment Content Market」（現地時間2019年10月15日、フランス カンヌ）- THE HEADチーム[254]
- ヴァレンティノメンズコレクション（現地時間2020年1月15日、フランス パリ）[255]
- 微博日本群英会2020（2021年2月4日、東京）- スペシャルゲスト[256]
- 第6回ブルガリ アウローラ アワード 2022（2022年12月7日、東京有明アリーナ）[257]
- 「クリスチャン・ディオール、夢のクチュリエ」展レッドカーペット（2022年12月19日、東京都現代美術館）[258]
- 「Series Mania 2023」International Competition（2023年3月、フランス リール）[259]
- 「ブルガリ ホテル 東京」オープニングパーティー（2023年4月3日、東京）[260]
- MTV VMAJ 2023 Pre-Show（2023年11月22日、ぴあアリーナMM）[261]
- MTV VMAJ 2023（2023年11月22日、Kアリーナ）[240]

### ネット配信
- 【100分間】日本の王者たちvsシルクロードで本気の鬼ごっこした結果！？フィッシャーズ（2020年1月11日、YouTube） - スペシャルゲスト出演[262]
- Johnny's World Happy LIVE with YOU（2020年3月30日、YouTube 「Johnny's official」チャンネル）[263]
- 「Tomorrowland Around The World, the digital festival」Inspiration Sessions(2020年7月22日、DMMでデジタル配信)[264]
- オニツカタイガーeスポーツ普及支援ゲーム企画動画「TOMO'S GAME ROOM」（2021年7月 - 、YouTube）[265]

## 作品
NEWSメンバー時代の作品はNEWS (グループ)#作品を参照。
※順位は、特に記載がない場合はオリコンが発表する週間ランキングから記録。

### シングル

#### CDシングル
|                                | 発売日                       | タイトル                     | 順位                         | 収録アルバム                 |
| ジャニーズ・エンタテイメント   | ジャニーズ・エンタテイメント | ジャニーズ・エンタテイメント | ジャニーズ・エンタテイメント | ジャニーズ・エンタテイメント |
| ------------------------------ | ---------------------------- | ---------------------------- | ---------------------------- | ---------------------------- |
| 1st                            | 2006年5月31日                | 抱いてセニョリータ           | 1位                          | SUPERGOOD, SUPERBAD          |
| 2nd                            | 2009年11月18日               | Loveless                     | 1位                          | SUPERGOOD, SUPERBAD          |
| 3rd                            | 2010年7月28日                | One in a million             | 1位                          | SUPERGOOD, SUPERBAD          |
| 4th                            | 2011年1月19日                | はだかんぼー                 | 1位                          | SUPERGOOD, SUPERBAD          |
| ワーナーミュージック・ジャパン |                              |                              |                              |                              |
| 5th                            | 2012年2月29日                | 愛、テキサス                 | 1位                          | エロ、YAMA-P                 |
| 6th                            | 2012年7月4日                 | LOVE CHASE                   | 2位                          | YAMA-P                       |
| 7th                            | 2013年3月13日                | 怪・セラ・セラ               | 2位                          | A NUDE、YAMA-P               |
| 8th                            | 2013年7月31日                | SUMMER NUDE '13              | 1位                          | YAMA-P                       |
| SME Records                    |                              |                              |                              |                              |
| 9th                            | 2019年2月13日                | Reason/Never Lose            | 2位                          | 未収録                       |
| 10th                           | 2019年6月19日                | CHANGE                       | 1位                          | 未収録                       |
| 11th                           | 2020年7月15日                | Nights Cold                  | 1位                          | 未収録                       |
| Label9                         |                              |                              |                              |                              |
| 12th                           | 2022年2月16日                | Face To Face                 | 2位                          | Sweet Vision                 |

#### 配信シングル
|        | 発売日        | タイトル                                              | DL順位 | ビルボードDL順位 | 収録アルバム |        |
| Label9 | Label9        | Label9                                                | Label9 | Label9           | Label9       | Label9 |
| ------ | ------------- | ----------------------------------------------------- | ------ | ---------------- | ------------ | ------ |
| 1st    | 2021年9月15日 | Beautiful World                                       | 9位    | 6位              | Sweet Vision |        |
| 2nd    | 2022年6月17日 | Forever in My Heart                                   | 20位   | 17位             | Sweet Vision |        |
| 3rd    | 2023年6月9日  | I See You                                             |        |                  | Sweet Vision |        |
| 4th    | 2024年6月5日  | Perfect Storm（feat. TAEHYUN of TOMORROW X TOGETHER） |        |                  |              |        |

#### コラボレーションシングル
|                              | 発売日                       | タイトル                     | ユニット名                   | 順位                         | 収録アルバム                 |
| ジャニーズ・エンタテイメント | ジャニーズ・エンタテイメント | ジャニーズ・エンタテイメント | ジャニーズ・エンタテイメント | ジャニーズ・エンタテイメント | ジャニーズ・エンタテイメント |
| ---------------------------- | ---------------------------- | ---------------------------- | ---------------------------- | ---------------------------- | ---------------------------- |
| 1st                          | 2005年11月2日                | 青春アミーゴ                 | 修二と彰                     | 1位                          | SUPERGOOD, SUPERBAD          |
| 2nd                          | 2006年8月30日                | フィーバーとフューチャー     | GYM                          | 1位                          | 未収録                       |
| ビクターエンタテインメント   |                              |                              |                              |                              |                              |
| 3rd                          | 2012年11月28日               | MONSTERS                     | The MONSTERS                 | 1位                          | GIFT of SMAP                 |
| ジェイ・ストーム             |                              |                              |                              |                              |                              |
| 4th                          | 2017年5月17日                | 背中越しのチャンス           | 亀と山P                      | 1位                          | 未収録                       |

### アルバム

#### オリジナルアルバム
|                                | 発売日                       | タイトル                     | 順位                         |
| ジャニーズ・エンタテイメント   | ジャニーズ・エンタテイメント | ジャニーズ・エンタテイメント | ジャニーズ・エンタテイメント |
| ------------------------------ | ---------------------------- | ---------------------------- | ---------------------------- |
| 1st                            | 2011年1月26日                | SUPERGOOD, SUPERBAD          | 1位                          |
| ワーナーミュージック・ジャパン |                              |                              |                              |
| 2nd                            | 2012年7月25日                | エロ                         | 2位                          |
| 3rd                            | 2013年9月11日                | A NUDE                       | 2位                          |
| 4th                            | 2014年10月8日                | YOU                          | 1位                          |
| SME Records                    |                              |                              |                              |
| 5th                            | 2018年11月28日               | UNLEASHED                    | 1位                          |
| Label9                         |                              |                              |                              |
| 6th                            | 2023年7月19日                | Sweet Vision                 | 4位                          |

#### ミニアルバム
|                                | 発売日                         | タイトル                       | 順位                           |
| ワーナーミュージック・ジャパン | ワーナーミュージック・ジャパン | ワーナーミュージック・ジャパン | ワーナーミュージック・ジャパン |
| ------------------------------ | ------------------------------ | ------------------------------ | ------------------------------ |
| 1st                            | 2014年8月20日                  | 遊                             | 2位                            |

#### ベストアルバム
|                                | 発売日                         | タイトル                       | 順位                           |
| ワーナーミュージック・ジャパン | ワーナーミュージック・ジャパン | ワーナーミュージック・ジャパン | ワーナーミュージック・ジャパン |
| ------------------------------ | ------------------------------ | ------------------------------ | ------------------------------ |
| 1st                            | 2016年1月27日                  | YAMA-P                         | 1位                            |

#### コラボレーションアルバム
| 1st | 2020年4月29日 (発売中止) | SI | 亀と山P |

### 映像作品

#### ライブ映像
|                                | 発売日                       | タイトル                                                    |
| ジャニーズ・エンタテイメント   | ジャニーズ・エンタテイメント | ジャニーズ・エンタテイメント                                |
| ------------------------------ | ---------------------------- | ----------------------------------------------------------- |
| 1st                            | 2011年12月21日               | TOMOHISA YAMASHITA ASIA TOUR 2011 SUPER GOOD SUPER BAD      |
| ワーナーミュージック・ジャパン |                              |                                                             |
| 2nd                            | 2012年12月12日               | TOMOHISA YAMASHITA LIVE TOUR 2012 〜エロP〜                 |
| 3rd                            | 2014年9月3日                 | TOMOHISA YAMASHITA TOUR 2013 -A NUDE-                       |
| SME Records                    |                              |                                                             |
| 4th                            | 2019年5月22日                | TOMOHISA YAMASHITA LIVE TOUR 2018 UNLEASHED –FEEL THE LOVE- |
| Label9                         |                              |                                                             |
| 5th                            | 2024年5月22日                | TOMOHISA YAMASHITA ARENA TOUR 2023 -Sweet Vision-           |

#### ドキュメンタリー
| 発売日        | タイトル                                                                                             |
| ------------- | --- |
| 2012年4月1日  | 山下智久・ルート66〜たった一人のアメリカ-ディレクターズカット・エディション-                         |
| 2015年5月20日 | TOMOHISA YAMASHITA in LA -Document of "YOUR STEP"-COMPLETE VERSION（ワーナーミュージック・ジャパン） |

### 本人名義以外のソロ発表曲
| 曲名                  | 名義     | 収録                     | 発売日         |
| --------------------- | -------- | ------------------------ | -------------- |
| LOVE SONG             | NEWS     | touch                    | 2005年11月2日  |
| カラフル              | 修二と彰 | 青春アミーゴ             | 2005年11月2日  |
| 放課後ブルース        | GYM名義  | フィーバーとフューチャー | 2006年8月30日  |
| ゴメンネ ジュリエット | NEWS     | pacific                  | 2007年11月7日  |
| MOLA                  | NEWS     | color                    | 2008年11月19日 |
| BIRD                  | 亀と山P  | 背中越しのチャンス       | 2017年5月17日  |

### 参加作品
| 収録作品                                                         | 参加内容                                                                      | 発売日         |
| ---------------------------------------------------------------- | ----------------------------------------------------------------------------- | -------------- |
| NEWS「紅く燃ゆる太陽」                                           | Poetry                                                                        | 2004年8月11日  |
| KAT-TUN『cartoon KAT-TUN II You』                                | 「FIGHT ALL NIGHT」Rap詞                                                      | 2007年4月18日  |
| NEWS『color』                                                    | 「SNOW EXPRESS」Rap詞                                                         | 2008年11月19日 |
| 滝沢秀明「愛・革命」                                             | 「Home Party!!」セリフ                                                        | 2009年1月7日   |
| NEWS「恋のABO」                                                  | セリフ&コール作                                                               | 2009年4月29日  |
| 安室奈美恵『Checkmate!』                                         | 「UNUSUAL」安室奈美恵とデュエット。ミュージックビデオ共演                     | 2011年4月27日  |
| SMAP『GIFT of SMAP』                                             | 「MONSTERS」香取慎吾とデュエット。作詞作曲を香取と共作                        | 2012年8月8日   |
| SMAP『GIFT of SMAP CONCERT'2012』                                | 2012年10月14日味の素スタジアムでのThe MONSTERS初パフォーマンスを収録          | 2012年12月5日  |
| タッキー&翼「僕のそばには星がある/ビバビバモーレ」タキツバSHOP盤 | タッキー&翼10周年in 東京ドームスペシャル映像にゲスト出演                      | 2014年3月19日  |
| ジェイデン・スミス 「GHOST」                                     | ミュージックビデオ出演                                                        | 2018年6月22日  |
| 亀梨和也「Rain」                                                 | 「KAT-TUN KAZUYA KAMENASHI CONCERT TOUR 2017 The一〜Follow me〜」にゲスト出演 | 2019年5月15日  |
| Twenty★Twenty「smile」                                           | Twenty★Twentyのメンバーとして出演                                             | 2020年8月12日  |
| ØMI「Feel Gold feat. 山下智久」                                  | ØMIとデュエット                                                               | 2024年10月18日 |

### 作詞・作曲
| 曲名                                                  | 作詞作曲                         | 収録                                                          | JASRAC作品コード |
| ----------------------------------------------------- | -------------------------------- | ------------------------------------------------------------- | ---------------- |
| Pain                                                  | 作詞                             | NEWS DVD『NEWSニッポン0304』                                  | 114-8870-1       |
| Time                                                  | 作詞                             |                                                               | 117-1587-1       |
| LOVE SONG                                             | 作詞作曲                         | NEWS アルバム『touch』                                        | 111-5167-6       |
| カラフル                                              | 作詞                             | 修二と彰 シングル『青春アミーゴ』                             | 126-6168-6       |
| 明日へ                                                | 作詞作曲                         |                                                               | 130-6721-4       |
| Road                                                  | 作詞作曲                         |                                                               | 132-4948-7       |
| 指輪                                                  | 作詞作曲                         | シングル「抱いてセニョリータ」                                | 114-8876-0       |
| LET ME                                                | 作詞                             |                                                               | 130-6726-5       |
| 放課後ブルース                                        | 作詞作曲                         | GYM シングル『フィーバーとフューチャー』                      | 133-9804-1       |
| Kissで伝えて                                          | 作詞作曲                         |                                                               | 137-9587-2       |
| ゴメンネジュリエット                                  | 作詞作曲                         | NEWS アルバム『pacific』                                      | 138-5458-5       |
| 銀座ラプソディ                                        | 作詞                             | NEWS DVD『NEWS LIVE DIAMOND』                                 | 157-5116-3       |
| Moon Light                                            | 作詞                             | シングル『Loveless』初回盤B                                   | 1A6-7462-8       |
| World is yours                                        | 作詞作曲                         | シングル『One in a million』通常盤                            | 700-8880-2       |
| PARTY DON'T STOP（feat. DJ DASK）                     | 共同作詞                         | アルバム『SUPERGOOD, SUPERBAD』                               | 1B9-6569-3       |
| TOMO                                                  | 共同作詞                         | アルバム『SUPERGOOD, SUPERBAD』通常盤                         | 1B9-6652-5       |
| Friday Night                                          | 作詞                             | アルバム『SUPERGOOD, SUPERBAD』通常盤                         | 7A0-7508-9       |
| 青                                                    | 作詞作曲                         | アルバム『SUPERGOOD, SUPERBAD』通常盤                         | 122-6083-5       |
| Dreamer                                               | 作詞                             | DVD『TOMOHISA YAMASHITA ASIA TOUR 2011 SUPER GOOD SUPER BAD』 | 500-7444-0       |
| 君と風と三日月                                        | 作詞作曲                         | シングル『LOVE CHASE』通常盤                                  | 186-5431-2       |
| Hit the wall                                          | 作詞作曲                         | アルバム『エロ』                                              | 705-3923-5       |
| 踊る夜                                                | 作詞作曲                         | アルバム『エロ』通常盤                                        | 705-3935-9       |
| MONSTERS                                              | 作詞作曲                         | The MONSTERS シングル『MONSTERS』                             | 187-3988-1       |
| PAri-PArA                                             | 作詞作曲                         | アルバム『A NUDE』                                            | 195-6397-3       |
| 夏のオリオン                                          | 作詞（共作）作曲                 | アルバム『A NUDE』通常盤                                      | 195-6402-3       |
| Ain't Enough                                          | 作詞作曲                         | 赤西仁 アルバム『#JUSTJIN』                                   | 198-2091-7       |
| Moon Disco                                            | 作詞                             | ミニアルバム『遊』                                            | 203-4644-1       |
| ブローディア                                          | 作詞（共作）                     | アルバム『YOU』                                               | 7C0-6246-4       |
| BIRD                                                  | 作詞                             | シングル『背中越しのチャンス』初回限定盤2                     | 1K6-1863-2       |
| Forever Summer                                        | 作詞作曲（共作）                 | シングル『背中越しのチャンス』通常盤                          | 228-1983-5       |
| UnleAsHed                                             | 作詞（共作）                     | アルバム『UNLEASHED』                                         | 1M5-0968-7       |
| You Make Me                                           | 作詞（共作）                     | アルバム『UNLEASHED』                                         | 1M5-0991-1       |
| Right moves                                           | 作詞（共作）                     | アルバム『UNLEASHED』                                         | 1M5-0994-6       |
| Dancer                                                | 作詞（共作）                     | アルバム『UNLEASHED』                                         | 1M5-1015-4       |
| "H"                                                   | 作詞（共作）                     | アルバム『UNLEASHED』                                         | 1M5-1082-1       |
| StrAwbErry                                            | 作詞（共作）                     | アルバム『UNLEASHED』                                         | 1M5-1083-9       |
| AI                                                    | 作詞（共作）                     | アルバム『UNLEASHED』                                         | 1M5-1089-8       |
| Paraíso                                               | 作詞作曲（共作）                 | アルバム『UNLEASHED』                                         | 241-5525-0       |
| 秒針                                                  | 作詞・共同作曲                   | アルバム『UNLEASHED』                                         | 241-5526-8       |
| With you                                              | 作詞                             | アルバム『UNLEASHED』                                         | 1M5-1100-2       |
| あの日の香り                                          | 作詞                             | アルバム『UNLEASHED』通常盤                                   | 241-4406-1       |
| Reason                                                | 作詞（共作）                     | シングル『Reason/Never Lose』                                 | 726-3612-2       |
| Like A Movie                                          | 作詞作曲（共作）                 | シングル『Reason/Never Lose』通常盤                           | 726-3611-4       |
| Without You                                           | 作詞作曲（共作）                 | シングル『Reason/Never Lose』通常盤                           | 726-3613-1       |
| CHANGE                                                | 作詞                             | シングル『CHANGE』                                            | 1N1-7057-8       |
| COME AROUND                                           | 作詞作曲（共作）                 | シングル『CHANGE』                                            | 245-9551-4       |
| LALAlove                                              | 作詞・作曲・プロデュース（共作） | ジャニーズJr.の美 少年への楽曲提供                            | 251-0118-8       |
| Nights Cold                                           | 作詞（共作）                     | シングル『Nights Cold』                                       | 254-8898-8       |
| リナリア                                              | 作詞（共作）                     | シングル『Nights Cold』                                       | 7F3-7309-6       |
| BASICS                                                | 作詞（共作）                     | シングル『Nights Cold』通常盤                                 | 7F3-7307-0       |
| Beautiful World                                       | 作詞                             | 配信シングル『Beautiful World』                               | 747-7568-5       |
| FACE TO FACE                                          | 作詞（共作）                     | シングル『FACE TO FACE』                                      | 271-4087-3       |
| FOREVER IN MY HEART                                   | 作詞（共作）                     | 配信シングル『FOREVER IN MY HEART』                           | 274-6700-7       |
| Anima                                                 | 作詞                             | アルバム『Sweet Vision』                                      | 771-1792-1       |
| Vision                                                | 作詞                             | アルバム『Sweet Vision』                                      | 269-8039-8       |
| ここから                                              | 作詞（共作）                     | アルバム『Sweet Vision』                                      | 771-1804-9       |
| Sunrise                                               | 作詞（共作）                     | アルバム『Sweet Vision』                                      | 771-1800-6       |
| Sweet Vision                                          | 作詞（共作）                     | アルバム『Sweet Vision』                                      | 771-1802-2       |
| Dancing in a Dream                                    | 作詞（共作）                     | アルバム『Sweet Vision』                                      | 771-1795-6       |
| Anthem                                                | 作詞・プロデュース               | timelesz EP『timelesz』                                       | 783-6974-6       |
| Perfect Storm（feat. TAEHYUN of TOMORROW X TOGETHER） | 作詞（共作）                     |                                                               | 7H4-0207-7       |

## タイアップ
| 曲名                                               | タイアップ                                                                                                   |
| -------------------------------------------------- | --- |
| カラフル                                           | TBS系ドラマ『ドラゴン桜』挿入歌                                                                              |
| 抱いてセニョリータ                                 | TBS系ドラマ『クロサギ』主題歌 文化放送『レコメン!』2006年5月度エンディングテーマ 映画『映画 クロサギ』挿入歌 |
| 愛、テキサス                                       | TBS系ドラマ『最高の人生の終り方〜エンディングプランナー〜』主題歌                                            |
| LOVE CHASE                                         | フジテレビ系アニメ『トリコ』エンディングテーマ                                                               |
| 怪・セラ・セラ                                     | 日本テレビ系ドラマ『心療中-in the Room-』主題歌                                                              |
| SUMMER NUDE '13                                    | フジテレビ系ドラマ『SUMMER NUDE』主題歌                                                                      |
| Dreamer                                            | テレビ東京系アニメ『いとしのムーコ』エンディングテーマ                                                       |
| Never Lose                                         | 日本テレビ系アニメ『逆転裁判〜その｢真実｣、異議あり！〜Season 2』オープニングテーマ                           |
| Reason                                             | 日本テレビ系アニメ『逆転裁判〜その｢真実｣、異議あり！〜Season 2』オープニングテーマ                           |
| CHANGE                                             | TBS系ドラマ『インハンド』オープニングテーマ                                                                  |
| Nights Cold                                        | Huluオリジナルドラマ『THE HEAD』エンディングテーマ                                                           |
| Vision                                             | デジタルガレージTVCM曲                                                                                       |
| Beautiful World                                    | 肌ナチュール「炭酸ヘッドスパシャンプー」TVCM曲                                                               |
| Forever in My Heart                                | ブルガリ |
| DANCING IN A DREAM                                 | 国際ドラマ『THE HEAD Season2』エンディングテーマ                                                             |
| I See You                                          | Prime Video『SEE HEAR LOVE 〜見えなくても聞こえなくても愛してる〜』主題歌                                    |
| Perfect Storm feat. TAEHYUN of TOMORROW X TOGETHER | フジテレビ系ドラマ『ブルーモーメント』挿入歌                                                                 |

## 主催公演

### ソロイベント
- Club9 First Event　Face To Face 2021（2021年12月31日、Zepp Haneda）[319]

## 連載
- Johnny's Web ※公式携帯サイト
  - 山下智久の日記（2003年7月11日 - ）
- 集英社 雑誌『SEVENTEEN』
  - 0409-ゼロ・ヨン・ゼロ・キュウ-（2006年17号 - 2013年7月号）
- 講談社 雑誌『GLAMOROUS』
  - SOMEWHERE（2013年4月号 - 2013年8月号）
- 講談社 雑誌『ViVi』
  - P's style（2013年12月号 - 2021年2月号）

## 書籍
- 映画『クロサギ』オフィシャル・ガイドブック（2008年3月、小学館）ISBN 978-4-09-104018-3
- 映画『あしたのジョー』OFFICIAL GUIDEBOOK（2011年1月、講談社）ISBN 978-4-06-389524-7
- ドラマ『最高の人生の終り方〜エンディングプランナー〜』OFFICIAL PHOTO BOOK（2012年3月、東京ニュース通信社）ISBN 978-4-86336-226-0
- ドラマ『MONSTERS』OFFICIAL  BOOK（2012年12月、ぴあ）ISBN 978-4-8356-2167-8
- 週刊プレイボーイ『号外』山下智久（2021年10月4日、集英社）ISBN 978-4-08-102336-3[320]
- 山下智久 写真集 Circle 豪華限定版（2021年11月25日、講談社） ISBN 978-4-06-525949-8
- 山下智久 写真集 Circle（2021年11月25日、講談社）[321] ISBN 978-4-06-525948-1

## 受賞
- 第19回日刊スポーツ・ドラマグランプリ 春ドラマ選考 主演男優賞（『アルジャーノンに花束を』）[322][323]
- 第19回日刊スポーツドラマグランプリ 秋ドラマ選考 助演男優賞（『5→9〜私に恋したお坊さん〜』）[323]
- 第94回ザテレビジョンドラマアカデミー賞 主演男優賞（『コード・ブルー -ドクターヘリ緊急救命- 3rd season』）[324]
- 名誉マスター・ソムリエ(フランスソムリエ協会、2023年10月4日[325]）
- MTV VMAJ 2023「Best R&B Video」(『Sweet Vision』）[326]
- 第28回日刊スポーツ・ドラマグランプリ 年間大賞 主演男優賞（『ブルーモーメント』）[327]

## 記録
- 「青春アミーゴ」でミリオンセラーを記録
- NEWS、修二と彰、山下智久、GYM、THE  MONSTERS、亀と山Pの6名義でオリコンシングルランキング1位獲得
- 映画「近キョリ恋愛」で主演映画が3週連続週末興行収入ランキング第1位、2週連続週末動員ランキング第1位を獲得[328]。